# Ballendorf
Ballendorf è un comune tedesco di 643 abitanti, situato nel land del Baden-Württemberg.